# Ango
Ango är ett territorium i Kongo-Kinshasa. Det ligger i provinsen Bas-Uele, i den norra delen av landet, 1 500 km nordost om huvudstaden Kinshasa.